# Jack Doolan
Jack Doolan (nacido el 28 de julio de 1987) es un actor inglés. Es mejor conocido por interpretar a Tyler Boyce en la comedia de la BBC The Green Green Grass junto a John Challis y Sue Holderness. Doolan ha sido estrella invitada en otros programas de televisión como Spooks, EastEnders, The Bill y Peep Show y un papel principal en Cemetery Junction, una película de comedia dramática de Ricky Gervais y Stephen Merchant.

## Filmografía
| Año  | Título                | Papel                    | Notas                    |
| ---- | --------------------- | ------------------------ | ------------------------ |
| 1996 | 1977                  | -                        | Cortometraje             |
| 1996 | The Bill              | Chris Fisher/Liam Foster | 2 episodios              |
| 1998 | Maisie Raine          | Sam                      | 1 episodio; "Go Bananas" |
| 2003 | Spooks                | Jason Sweeney            | 1 episodio; "Spiders"    |
| 2004 | Mercy                 | -                        | Cortometraje             |
| 2004 | School of Life        | -                        | Cortometraje             |
| 2004 | EastEnders            | Lairy Lad                | 1 episodio               |
| 2005 | The Green Green Grass | Tyler Boyce              | 30 episodios             |
| 2010 | Cemetery Junction     | Snork                    |                          |
| 2010 | Peep Show             | Vendedor puerta a puerta |                          |
| 2011 | Comedy Showcase       | Neil                     | 1 episodio               |
| 2011 | Demons Never Die      | James                    |                          |
| 2011 | Comedy Lab            | Vincent                  | 1 episodio               |
| 2012 | The Facility          | Toby                     |                          |
| 2012 | Cockneys vs Zombies   | Davey Tuppence           |                          |
| 2013 | Green Street 3        | Gilly                    | Protagonista             |
| 2013 | The Fly               | Conductor de escapada    | Cortometraje             |
| 2014 | Rules of the Game     | Terence                  | Protagonista             |
| 2016 | Marcella              | Mark Travis              | 8 episodios              |
| 2017 | White Gold            | Andrew Davies            | 4 episodios              |
| 2017 | The Hatton Garden Job | Judas Jack               | Película                 |
| 2019 | Call The Midwife      | George Sharp             | 1 episodio               |
| 2022 | The Nan Movie         | Terry Taylor             | Película                 |
| 2022 | The Boys              | Tommy TNT                | 4 episodios              |
| 2022 | Sisu                  | Lobo                     |                          |